# Ada Lichtman
Ada Lichtman, geborene Fischer (* 1. Januar 1915 in Jarosław, Österreich-Ungarn; † 1993) war eine von nur 47 Überlebenden des deutschen Vernichtungslagers Sobibor im besetzten Polen. Sie flüchtete beim Aufstand von Sobibór am 14. Oktober 1943.

## Leben
Ada (auch als Eda geführt, auf Jiddisch Ethel) Fischer kam im Juni (Jahr?) in das Vernichtungslager und wurde als Arbeitshäftling selektiert. Sie musste in der Wäscherei der Lager 1 und 2 arbeiten. Im Lager lernte sie Itzhak Lichtman kennen, den sie später heiratete. Ihr Mann war am Aufstand von Sobibór beteiligt und erschlug den SS-Mann Josef Vallaster gemeinsam mit einem anderen Häftling mit einer Axt.
Sie und ihr Mann emigrierten 1950 nach Israel. Nach dem Ehepaar wurden die Hauptfiguren in dem Film Flucht aus Sobibor von Jack Gold gestaltet. Sie waren zuvor vom Drehbuchautor des Films Richard Rashke interviewt worden, ihre Aussagen über das Vernichtungslager sind in dem gleichnamigen Buch veröffentlicht.
Eda Lichtman trat am 28. April 1961 als Zeugin im Eichmann-Prozess auf und erzählte ihre Erlebnisse für das Jüdische Historische Institut Warschau und Yad Vashem. Claude Lanzmann veröffentlichte 2017 ein Interview mit Ada und Itzhak Lichtman aus dem Jahr 1979 (Vier Schwestern, Teil 2: „Zum lustigen Floh“).